# Kluby piłkarskie w międzynarodowych rozgrywkach UEFA w sezonie 2014/2015
Lista 238 drużyn biorących udział w międzynarodowych rozgrywkach klubowych prowadzonych przez Unię Europejskich Związków Piłkarskich (UEFA) w sezonie 2014/2015 - Lidze Mistrzów i Lidze Europy. Należą do nich zespoły, które zajęły najwyższe miejsca w rozgrywkach ligowych poszczególnych federacji, zdobywcy pucharów krajowych (bądź – w określonych przypadkach – ich finaliści) oraz zwycięzcy rankingu Fair Play UEFA.

## Zasady podziału miejsc w rozgrywkach
Miejsca w rozgrywkach klubowych UEFA zostały rozdzielone dla poszczególnych federacji na podstawie rankingu współczynników ligowych UEFA z 2013 roku. Współczynniki obliczono na bazie punktów rankingowych zdobytych przez przedstawicieli tychże federacji w europejskich pucharach w przeciągu sezonów 2008/2009 - 2012/2013. Od pozycji zajmowanej przez daną federację w rankingu zależała zarówno liczba drużyn, które mogą ją reprezentować w Lidze Mistrzów i Lidze Europy UEFA, jak i umieszczenie ich w poszczególnych rundach tych turniejów.
W rozgrywkach klubowych UEFA w sezonie 2014/2015 najwięcej przedstawicieli – 7 – posiadają federacje z miejsc 1-3 w rankingu (Hiszpania, Anglia i Niemcy). Po 6 zespołów reprezentuje federacje z miejsc 4–9, po 5 – z miejsc 10–15 oraz Szwecja, Norwegia i Finlandia (dodatkowy zespół dzięki rankingowi Fair Play UEFA), po 4 – pozostałe, z wyjątkiem Liechtensteinu (1 drużyna), Gibraltaru (2 drużyny) oraz Andory i San Marino (3 zespoły).

### Liga Mistrzów UEFA
W edycji 2014/2015 Ligi Mistrzów udział bierze 77 zespołów z 53 federacji piłkarskich zrzeszonych w UEFA (poza Liechtensteinem). Zespoły zostały przydzielone do danych rund fazy kwalifikacyjnej oraz fazy grupowej zgodnie z rankingiem współczynników ligowych UEFA 2013.
Liczba zespołów kwalifikujących się do Ligi Mistrzów w sezonie 2014/2015:
- 4 drużyny z każdej z federacji zajmujących miejsca 1–3 w rankingu,
- 3 drużyny z każdej z federacji zajmujących miejsca 4–6 w rankingu,
- 2 drużyny z każdej z federacji zajmujących miejsca 7–15 w rankingu,
- 1 drużyna z każdej z federacji zajmujących miejsca 16–53 w rankingu (z wyjątkiem Liechtensteinu)

Prawo udziału w rozgrywkach można było uzyskać poprzez :
- zajęcie odpowiedniego miejsca w tabeli ligowej,
- zwycięstwo w edycji 2013/2014 Ligi Mistrzów UEFA (jeśli zdobywca tego trofeum nie uzyskał miejsca w Lidze Mistrzów lub Lidze Europy UEFA 2014/2015 dzięki pozycji zajętej w rozgrywkach krajowych).

#### Miejsce dla obrońcy tytułu Ligi Mistrzów UEFA
Zgodnie z punktem 2.03 regulaminu rozgrywek Ligi Mistrzów UEFA 2014/2015, obrońca tytułu z poprzedniej edycji miał zagwarantowane miejsce w tych rozgrywkach, o ile nie zakwalifikował się do nich dzięki pozycji zajętej w tabeli ligowej. Obowiązywały przy tym następujące zasady:
1. jeśli obrońca tytułu pochodzi z federacji, która posiada 4 reprezentantów w Lidze Mistrzów, i zajął w lidze krajowej miejsce uprawniające do gry w Lidze Europy UEFA, zastępuje on w Lidze Mistrzów 4. drużynę ligi, a ta zostaje przeniesiona do Ligi Europy, wobec czego liczba reprezentantów danej federacji w pucharach europejskich nie zmienia się
2. jeśli obrońca tytułu pochodzi z federacji, która posiada 4 reprezentantów w Lidze Mistrzów, i nie zakwalifikował się do pucharów europejskich poprzez rozgrywki krajowe, zastępuje on w Lidze Mistrzów 4. drużynę ligi, a ta zostaje przeniesiona do Ligi Europy, wobec czego liczba reprezentantów danej federacji w pucharach europejskich zwiększa się o 1 zespół
3. jeśli obrońca tytułu pochodzi z federacji, która posiada mniej niż 4 reprezentantów w Lidze Mistrzów, i zajął w lidze krajowej miejsce uprawniające do gry w Lidze Europy UEFA, otrzymuje on prawo gry w Lidze Mistrzów obok innych do tego uprawnionych drużyn, a liczba reprezentantów danej federacji w pucharach europejskich zwiększa się o 1 zespół
4. jeśli obrońca tytułu pochodzi z federacji, która posiada mniej niż 4 reprezentantów w Lidze Mistrzów, i nie zakwalifikował się do pucharów europejskich poprzez rozgrywki krajowe, otrzymuje on prawo gry w Lidze Mistrzów obok innych do tego uprawnionych drużyn, a liczba reprezentantów danej federacji w pucharach europejskich zwiększa się o 1 zespół
Zwycięzca Ligi Mistrzów UEFA 2013/2014 - Real Madryt - zdołał zakwalifikować się do Ligi Mistrzów UEFA poprzez pozycję zajętą w lidze.

### Liga Europy UEFA
W fazie kwalifikacyjnej edycji 2014/2015 Ligi Europy udział bierze 159 zespołów z 54 federacji piłkarskich zrzeszonych w UEFA. Zespoły zostały przydzielone do danych rund tej fazy zgodnie z rankingiem współczynników ligowych UEFA 2013. W rundzie play-off kwalifikacji dołączy do nich 15 drużyn, które odpadły w III rundzie kwalifikacyjnej Ligi Mistrzów. Miejsce w fazie grupowej będą miały zagwarantowane drużyny, które odpadły w fazie play-off Ligi Mistrzów. W 1/16 finału zagrają również zespoły, które zajęły 3. miejsca w fazie grupowej Ligi Mistrzów.
Łącznie w rozgrywkach edycji 2014/2015 Ligi Europy wezmą udział 159 drużyny.
Liczba zespołów kwalifikujących się do Ligi Europy w sezonie 2013/214:
- 4 drużyny z każdej z federacji zajmujących miejsca 7–9 w rankingu,
- 3 drużyny z każdej z federacji zajmujących miejsca 1–6 oraz 10–51 w rankingu (z wyjątkiem Liechtensteinu),
- 2 drużyny z Andory i San Marino
- 1 drużyna z Liechtensteinu i Gibraltaru
- dodatkowo 1 drużyna z każdej z federacji zajmujących 3 najwyższe miejsca w rankingu Fair Play UEFA 2013/2014 (Norwegia, Szwecja, Finlandia)

Prawo udziału w rozgrywkach można było uzyskać poprzez:
- zajęcie odpowiedniego miejsca w tabeli ligowej (najwyższe pozycje za miejscami uprawniającymi do gry w Lidze Mistrzów UEFA – z wyjątkiem Liechtensteinu)
- zwycięstwo lub udział w finale pucharu krajowego (w przypadku federacji angielskiej i francuskiej także zwycięstwo w Pucharze Ligi),
- zwycięstwo w edycji 2013/2014 Ligi Europy UEFA (jeśli zdobywca tego trofeum nie uzyskał miejsca w Lidze Mistrzów lub Lidze Europy UEFA 2014/2015 dzięki pozycji zajętej w tabeli ligowej),
- zajęcie jednego z 3 najwyższych miejsc w rankingu Fair Play UEFA

W przypadku, gdy dana drużyna uzyskała kwalifikację jednocześnie na 2 z wymienionych wyżej sposobów, obowiązywały następujące reguły (przez "przesunięcie o rundę wyżej" rozumie się np. umożliwienie startu danej drużynie w III rundzie kwalifikacji zamiast w II rundzie):
- jeśli zdobywca pucharu krajowego uzyskał jednocześnie prawo gry w Lidze Mistrzów, w Lidze Europy mógł wystąpić finalista tego pucharu, zajmując miejsce w najniższej rundzie z puli przeznaczonej dla danej federacji (z wyjątkiem miejsc Fair Play) – wówczas pozostałe zespoły zostały przesunięte odpowiednio o jedną rundę wyżej;
- jeśli zarówno zdobywca pucharu krajowego, jak i jego finalista uzyskali prawo gry w rozgrywkach UEFA, w Lidze Europy mogła wystąpić drużyna, która zajęła w tabeli ligowej najwyższe z miejsc poniżej tych, które uprawniały pierwotnie do gry w Lidze Europy – wówczas pozostałe zespoły zostały przesunięte odpowiednio o jedną rundę wyżej;
- zdobywca pucharu krajowego zajmował miejsce w odpowiedniej rundzie Ligi Europy, bez względu na uzyskanie w tabeli ligowej miejsca uprawniającego do startu w tej samej lub niższej rundzie – wówczas w Lidze Europy mogła wystąpić drużyna, która zajęła w tabeli ligowej najwyższe z miejsc poniżej tych, które uprawniały pierwotnie do gry w Lidze Europy a pozostałe zespoły zostały przesunięte odpowiednio o jedną rundę wyżej.

#### Miejsce dla obrońcy tytułu Ligi Europy UEFA
Zgodnie z punktem 2.06 regulaminu rozgrywek Ligi Europy UEFA 2013/2014, obrońca tytułu z poprzedniej edycji ma zagwarantowane miejsce w tych rozgrywkach, o ile nie zakwalifikował się – dzięki pozycji zajętej w tabeli ligowej – do Ligi Mistrzów UEFA. Wówczas miał on prawo gry w fazie grupowej Ligi Europy UEFA. Obowiązywały przy tym następujące zasady:
1. jeśli obrońca tytułu zakwalifikował się do Ligi Europy UEFA również dzięki miejscu w lidze lub udziałowi w finale pucharu krajowego, wtedy liczba miejsc przysługujących danej federacji nie ulega zmianie;
2. jeśli obrońca tytułu nie zajął żadnego z miejsc w rozgrywkach krajowych uprawniających do gry w europejskich pucharach, występuje on w Lidze Europy UEFA jako dodatkowa drużyna z danej federacji.

Zwycięzca Ligi Europy UEFA 2013/2014 - Sevilla FC - zdołał zakwalifikować się do Ligi Europy UEFA poprzez pozycję zajętą w lidze.

## Przedstawiciele poszczególnych federacji
Federacje piłkarskie zostały ułożone w kolejności zgodnej z pozycjami zajmowanymi w rankingu współczynników ligowych UEFA 2013.
Oznaczenia w tabeli:
- wsp. – współczynnik klubowy drużyny z 2013 roku,
- runda pierwsza – runda, w której dana drużyna rozpoczęła swój udział w rozgrywkach,
- runda ostatnia – runda, w której dana drużyna zakończyła swój udział w rozgrywkach,
- – zdobywca pucharu krajowego,
- – finalista pucharu krajowego (oznaczenie użyte w przypadkach, w których wyróżnienie w tabeli obu finalistów uzasadnia podział miejsc w Lidze Europy UEFA).
- * - współczynnik klubowy drużyny z 2014 lub 2015 roku (drużyna nie występowała w europejskich pucharach w ciągu ostatnich 5 sezonów do 2013)

### Miejsca 1–10 w rankingu UEFA
Hiszpania
| Drużyna         | Wsp.     | Sposób kwalifikacji            | Runda pierwsza              | Runda ostatnia    |
| --------------- | -------- | ------------------------------ | --------------------------- | ----------------- |
| Atlético Madryt | 99,605   | 1. miejsce w lidze (2013/2014) | faza grupowa LM             | 1/4 finału LE     |
| FC Barcelona    | 157,605  | 2. miejsce w lidze (2013/2014) | faza grupowa LM             | zwycięzca LM      |
| Real Madryt     | 136,605  | 3. miejsce w lidze (2013/2014) | faza grupowa LM             | 1/2 finału LM     |
| Athletic Bilbao | 52,605   | 4. miejsce w lidze (2013/2014) | runda play-off LM           | 1/16 finału LE    |
| Sevilla FC      | 55,105   | 5. miejsce w lidze (2013/2014) | faza grupowa LE             | zwycięzca LE      |
| Villareal CF    | 67,605   | 6. miejsce w lidze (2013/2014) | runda play-off LE           | 1/8 finału LE     |
| Real Sociedad   | 24,542 * | 7. miejsce w lidze (2013/2014) | III runda kwalifikacyjna LE | runda play-off LE |

Anglia
| Drużyna          | Wsp.     | Sposób kwalifikacji           | Runda pierwsza              | Runda ostatnia    |
| ---------------- | -------- | ----------------------------- | --------------------------- | ----------------- |
| Manchester City  | 70,592   | 1.miejsce w lidze (2013/2014) | faza grupowa LM             | 1/8 finału LM     |
| Liverpool FC     | 78,592   | 2.miejsce w lidze (2013/2014) | faza grupowa LM             | 1/16 finału LE    |
| Chelsea FC       | 137,592  | 3.miejsce w lidze (2013/2014) | faza grupowa LM             | 1/8 finału LM     |
| Arsenal F.C.     | 113,592  | 4.miejsce w lidze (2013/2014) | runda play-off LM           | 1/8 finału LM     |
| Everton          | 25,592   | 5.miejsce w lidze (2013/2014) | faza grupowa LE             | 1/8 finału LE     |
| Totenham Hotspur | 69,592   | 6.miejsce w lidze (2013/2014) | runda play-off LE           | 1/16 finału LE    |
| Hull City        | 17,578 * | finalista pucharu (2013/2014) | III runda kwalifikacyjna LE | runda play-off LE |

Niemcy
| Drużyna                  | Wsp.    | Sposób kwalifikacji           | Runda pierwsza              | Runda ostatnia              |
| ------------------------ | ------- | ----------------------------- | --------------------------- | --------------------------- |
| Bayern Monachium         | 146,922 | 1.miejsce w lidze (2013/2014) | faza grupowa LM             | 1/2 finału LM               |
| Borussia Dortmund        | 61,922  | 2.miejsce w lidze (2013/2014) | faza grupowa LM             | 1/8 finału LM               |
| Schalke 04 Gelsenkirchen | 84,922  | 3.miejsce w lidze (2013/2014) | faza grupowa LM             | 1/8 finału LM               |
| Bayer Leverkusen         | 53,922  | 4.miejsce w lidze (2013/2014) | runda play-off LM           | 1/8 finału LM               |
| VFL Wolfsburg            | 41,922  | 5.miejsce w lidze (2013/2014) | faza grupowa LE             | 1/4 finału LE               |
| Borussia M'gladbach      | 24,922  | 6.miejsce w lidze (2013/2014) | runda play-off LE           | 1/16 finału LE              |
| FSV Mainz                | 16,922  | 7.miejsce w lidze (2013/2014) | III runda kwalifikacyjna LE | III runda kwalifikacyjna LE |

Włochy
| Drużyna        | Wsp.     | Sposób kwalifikacji           | Runda pierwsza              | Runda ostatnia |
| -------------- | -------- | ----------------------------- | --------------------------- | -------------- |
| Juventus       | 70,829   | 1.miejsce w lidze (2013/2014) | faza grupowa LM             | finalista LM   |
| AS Roma        | 53,329   | 2.miejsce w lidze (2013/2014) | faza grupowa LM             | 1/8 finału LE  |
| SSC Napoli     | 46,829   | 3.miejsce w lidze (2013/2014) | runda play-off LM           | 1/2 finału LE  |
| ACF Fiorentina | 42,829   | 4.miejsce w lidze (2013/2014) | faza grupowa LE             | 1/2 finału LE  |
| Inter Mediolan | 105,829  | 5.miejsce w lidze (2013/2014) | runda play-off LE           | 1/8 finału LE  |
| Torino FC      | 27,102 * | 7.miejsce w lidze (2013/2014) | III runda kwalifikacyjna LE | 1/8 finału LE  |

Uwaga : Parma FC, która zajęło szóste miejsce w lidze nie otrzymała licencji na grę w Lidze Europy, tym samym prawo gry otrzymało 7. w ligowej tabeli Torino FC.
Portugalia
| Drużyna          | Wsp.     | Sposób kwalifikacji           | Runda pierwsza              | Runda ostatnia    |
| ---------------- | -------- | ----------------------------- | --------------------------- | ----------------- |
| Benfica Lisbona  | 102,833  | 1.miejsce w lidze (2013/2014) | faza grupowa LM             | faza grupowa LM   |
| Sporting Lisbona | 69,833   | 2.miejsce w lidze (2013/2014) | faza grupowa LM             | 1/16 finału LE    |
| FC Porto         | 104,833  | 3.miejsce w lidze (2013/2014) | runda play-off LM           | 1/4 finału LM     |
| Estoril Praia    | 19,276 * | 4.miejsce w lidze (2013/2014) | faza grupowa LE             | faza grupowa LE   |
| Nacional Funchal | 17,333   | 5.miejsce w lidze (2013/2014) | runda play-off LE           | runda play-off LE |
| Rio Ave          | 15,276 * | finalista pucharu (2013/2014) | III runda kwalifikacyjna LE | faza grupowa LE   |

Francja
| Drużyna             | Wsp.     | Sposób kwalifikacji           | Runda pierwsza              | Runda ostatnia    |
| ------------------- | -------- | ----------------------------- | --------------------------- | ----------------- |
| Paris Saint-Germain | 71,800   | 1.miejsce w lidze (2013/2014) | faza grupowa LM             | 1/4 finału LM     |
| AS Monaco           | 31,483 * | 2.miejsce w lidze (2013/2014) | faza grupowa LM             | 1/4 finału LM     |
| OSC Lille           | 45,800   | 3.miejsce w lidze (2013/2014) | III runda kwalifikacyjna LM | faza grupowa LE   |
| EA Guingamp         | 13,300   | zdobywca pucharu (2013/2014)  | faza grupowa LE             | 1/16 finału LE    |
| Saint-Étienne       | 12,800   | 4.miejsce w lidze (2013/2014) | runda play-off LE           | faza grupowa LE   |
| Olympique Lyon      | 95,800   | 5.miejsce w lidze (2013/2014) | III runda kwalifikacyjna LE | runda play-off LE |

Ukraina
| Drużyna                 | Wsp.     | Sposób kwalifikacji           | Runda pierwsza              | Runda ostatnia              |
| ----------------------- | -------- | ----------------------------- | --------------------------- | --------------------------- |
| Szachtar Donieck        | 94,951   | 1.miejsce w lidze (2013/2014) | faza grupowa LM             | 1/8 finału LM               |
| Dnipro Dniepropietrowsk | 23,951   | 2.miejsce w lidze (2013/2014) | III runda kwalifikacyjna LM | finalista LE                |
| Dynamo Kijów            | 68,951   | zdobywca pucharu (2013/2014)  | faza grupowa LE             | 1/4 finału LE               |
| Metalist Charków        | 62,451   | 3.miejsce w lidze (2013/2014) | runda play-off LE           | faza grupowa LE             |
| Czornomoreć Odessa      | 18,033 * | 5.miejsce w lidze (2013/2014) | III runda kwalifikacyjna LE | III runda kwalifikacyjna LE |
| Zoria Ługańsk           | 10,533 * | 7.miejsce w lidze (2013/2014) | II runda kwalifikacyjna LE  | runda play-off LE           |

Uwaga : Metałurh Doneck, który zajęł szóste miejsce w lidze nie otrzymał licencji na grę w Lidze Europy, tym samym prawo gry otrzymała 7. w ligowej tabeli Zoria Ługańsk.
Rosja
| Drużyna             | Wsp.     | Sposób kwalifikacji           | Runda pierwsza              | Runda ostatnia    |
| ------------------- | -------- | ----------------------------- | --------------------------- | ----------------- |
| CSKA Moskwa         | 77,766   | 1.miejsce w lidze (2013/2014) | faza grupowa LM             | faza grupowa LM   |
| Zenit St Petersburg | 70,766   | 2.miejsce w lidze (2013/2014) | III runda kwalifikacyjna LM | 1/4 finału LE     |
| FK Rostów           | 11,599 * | zdobywca pucharu (2013/2014)  | runda play-off LE           | runda play-off LE |
| Lokomotiv Moskwa    | 20,766   | 3.miejsce w lidze (2013/2014) | runda play-off LE           | runda play-off LE |
| Dinamo Moskwa       | 12,266   | 4.miejsce w lidze (2013/2014) | III runda kwalifikacyjna LE | 1/8 finału LE     |
| FK Krasnodar        | 15,099 * | 5.miejsce w lidze (2013/2014) | II runda kwalifikacyjna LE  | faza grupowa LE   |

Holandia
| Drużyna             | Wsp.    | Sposób kwalifikacji              | Runda pierwsza              | Runda ostatnia             |
| ------------------- | ------- | -------------------------------- | --------------------------- | -------------------------- |
| Ajax Amsterdam      | 64,945  | 1.miejsce w lidze (2013/2014)    | faza grupowa LM             | 1/8 finału LE              |
| Feyenoord Rotterdam | 13,945  | 2.miejsce w lidze (2013/2014)    | III runda kwalifikacyjna LM | 1/16 finału LE             |
| PEC Zwolle          | 9,695 * | zdobywca pucharu (2013/2014)     | runda play-off LE           | runda play-off LE          |
| Twente Enschede     | 58,945  | 3.miejsce w lidze (2013/2014)    | runda play-off LE           | runda play-off LE          |
| PSV Eindhoven       | 64,945  | 4.miejsce w lidze (2013/2014)    | III runda kwalifikacyjna LE | 1/16 finału LE             |
| FC Groningen        | 8,695 * | zwycięzca play-offów (2013/2014) | II runda kwalifikacyjna LE  | II runda kwalifikacyjna LE |

Turcja
| Drużyna             | Wsp.    | Sposób kwalifikacji           | Runda pierwsza              | Runda ostatnia             |
| ------------------- | ------- | ----------------------------- | --------------------------- | -------------------------- |
| Galatasaray Stambuł | 54,400  | 2.miejsce w lidze (2013/2014) | faza grupowa LM             | faza grupowa LM            |
| Beşiktaş Stambuł    | 34,900  | 3.miejsce w lidze (2013/2014) | III runda kwalifikacyjna LM | 1/8 finału LE              |
| Trabzonspor         | 21,400  | 4.miejsce w lidze (2013/2014) | runda play-off LE           | 1/16 finału LE             |
| Karabükspor         | 8,020 * | 7.miejsce w lidze (2013/2014) | III runda kwalifikacyjna LE | runda play-off LE          |
| Bursaspor           | 14,900  | 8.miejsce w lidze (2013/2014) | II runda kwalifikacyjna LE  | II runda kwalifikacyjna LE |

Uwaga : Fenerbahçe, które zostało mistrzem Turcji, Sivasspor, który zajął piąte miejsce w lidze i Eskişehirspor, który został finalistą pucharu, zostały wykluczone z europejskich pucharów za ustawianie meczów. Kasimpaşa, która zajęła 6.miejsce w lidze nie otrzymała licencji na gre w europejskich pucharach. W związku z tym ich miejsca przypadły siódmemu w lidze Karabüksporowi i ósmemu w lidze Bursasporowi.

### Miejsca 11–20 w rankingu UEFA
Belgia
| Drużyna                 | Wsp.     | Sposób kwalifikacji              | Runda pierwsza              | Runda ostatnia              |
| ----------------------- | -------- | -------------------------------- | --------------------------- | --------------------------- |
| RSC Anderlecht Bruksela | 44,880   | 1.miejsce w lidze (2013/2014)    | faza grupowa LM             | 1/16 finału LE              |
| Standard Liège          | 45,880   | 2.miejsce w lidze (2013/2014)    | III runda kwalifikacyjna LM | faza grupowa LE             |
| KSC Lokeren             | 8,380    | zdobywca pucharu (2013/2014)     | runda play-off LE           | faza grupowa LE             |
| Club Brugge             | 36,880   | 3.miejsce w lidze (2013/2014)    | III runda kwalifikacyjna LE | 1/4 finału LE               |
| SV Zulte Waregem        | 13,440 * | zwycięzca play-offów (2013/2014) | II runda kwalifikacyjna LE  | III runda kwalifikacyjna LE |

Grecja
| Drużyna           | Wsp.   | Sposób kwalifikacji           | Runda pierwsza              | Runda ostatnia              |
| ----------------- | ------ | ----------------------------- | --------------------------- | --------------------------- |
| Olympiakos Pireus | 57,800 | 1.miejsce w lidze (2013/2014) | faza grupowa LM             | 1/16 finału LE              |
| Panathinaikos     | 42,300 | 2.miejsce w lidze (2013/2014) | III runda kwalifikacyjna LM | faza grupowa LE             |
| PAOK Saloniki     | 28,800 | 3.miejsce w lidze (2013/2014) | runda play-off LE           | faza grupowa LE             |
| PAE Atromitos     | 8,300  | 4.miejsce w lidze (2013/2014) | III runda kwalifikacyjna LE | III runda kwalifikacyjna LE |
| Asteras Tripolis  | 7,800  | 5.miejsce w lidze (2013/2014) | II runda kwalifikacyjna LE  | faza grupowa LE             |

Szwajcaria
| Drużyna            | Wsp.   | Sposób kwalifikacji           | Runda pierwsza              | Runda ostatnia             |
| ------------------ | ------ | ----------------------------- | --------------------------- | -------------------------- |
| FC Basel           | 59,785 | 1.miejsce w lidze (2013/2014) | faza grupowa LM             | 1/8 finału LM              |
| Grasshopper Zürich | 7,285  | 2.miejsce w lidze (2013/2014) | III runda kwalifikacyjna LM | runda play-off LE          |
| FC Zürich          | 16,875 | zdobywca pucharu (2013/2014)  | runda play-off LE           | faza grupowa LE            |
| BCS Young Boys     | 24,285 | 3.miejsce w lidze (2013/2014) | III runda kwalifikacyjna LE | 1/16 finału LE             |
| FC Luzern          | 9,875  | 4.miejsce w lidze (2013/2014) | II runda kwalifikacyjna LE  | II runda kwalifikacyjna LE |

Cypr
| Drużyna          | Wsp.    | Sposób kwalifikacji           | Runda pierwsza              | Runda ostatnia              |
| ---------------- | ------- | ----------------------------- | --------------------------- | --------------------------- |
| APOEL Nikozja    | 35,366  | 1.miejsce w lidze (2013/2014) | III runda kwalifikacyjna LM | faza grupowa LM             |
| AEL Limassol     | 8,366   | 2.miejsce w lidze (2013/2014) | III runda kwalifikacyjna LM | runda play-off LE           |
| Apollon Limassol | 6,366   | 3.miejsce w lidze (2013/2014) | runda play-off LE           | faza grupowa LE             |
| Ermis Aradipu    | 5,460 * | 4.miejsce w lidze (2013/2014) | III runda kwalifikacyjna LE | III runda kwalifikacyjna LE |
| Omonia Nikozja   | 10,366  | 5.miejsce w lidze (2013/2014) | II runda kwalifikacyjna     | runda play-off LE           |

Dania
| Drużyna        | Wsp.     | Sposób kwalifikacji           | Runda pierwsza              | Runda ostatnia              |
| -------------- | -------- | ----------------------------- | --------------------------- | --------------------------- |
| Aalborg BK     | 16,640   | 1.miejsce w lidze (2013/2014) | III runda kwalifikacyjna LM | 1/16 finału LE              |
| FC København   | 47,140   | 2.miejsce w lidze (2013/2014) | III runda kwalifikacyjna LM | faza grupowa LE             |
| FC Midtjylland | 7,640    | 3.miejsce w lidze (2013/2014) | runda play-of LE            | runda play-of LE            |
| Brøndby IF     | 9,140    | 4.miejsce w lidze (2013/2014) | III runda kwalifikacyjna LE | III runda kwalifikacyjna LE |
| Esbjerg fB     | 13,260 * | 5.miejsce w lidze (2013/2014) | II runda kwalifikacyjna LE  | III runda kwalifikacyjna LE |

Austria
| Drużyna           | Wsp.    | Sposób kwalifikacji           | Runda pierwsza              | Runda ostatnia              |
| ----------------- | ------- | ----------------------------- | --------------------------- | --------------------------- |
| Red Bull Salzburg | 28,075  | 1.miejsce w lidze (2013/2014) | III runda kwalifikacyjna LM | 1/16 finału LE              |
| Rapid Wiedeń      | 13,075  | 2.miejsce w lidze (2013/2014) | runda play-off LE           | runda play-off LE           |
| SV Grodig         | 6,135 * | 3.miejsce w lidze (2013/2014) | II runda kwalifikacyjna LE  | III runda kwalifikacyjna LE |
| SKN St. Polten    | 6,135 * | finalista pucharu (2013/2014) | II runda kwalifikacyjna LE  | III runda kwalifikacyjna LE |

Czechy
| Drużyna           | Wsp.   | Sposób kwalifikacji           | Runda pierwsza              | Runda ostatnia              |
| ----------------- | ------ | ----------------------------- | --------------------------- | --------------------------- |
| Sparta Praga      | 29,245 | 1.miejsce w lidze (2013/2014) | II runda kwalifikacyjna LM  | faza grupowa LE             |
| Victoria Pilzno   | 28,745 | 2.miejsce w lidze (2013/2014) | III runda kwalifikacyjna LE | III runda kwalifikacyjna LE |
| FK Mladá Boleslav | 6,745  | 3.miejsce w lidze (2013/2014) | II runda kwalifikacyjna LE  | III runda kwalifikacyjna LE |
| Slovan Liberec    | 7,745  | 4.miejsce w lidze (2013/2014) | II runda kwalifikacyjna LE  | III runda kwalifikacyjna LE |

Rumunia
| Drużyna           | Wsp.    | Sposób kwalifikacji           | Runda pierwsza              | Runda ostatnia              |
| ----------------- | ------- | ----------------------------- | --------------------------- | --------------------------- |
| Steaua Bukareszt  | 35,604  | 1.miejsce w lidze (2013/2014) | II runda kwalifikacyjna LM  | faza grupowa LE             |
| Astra Giurgiu     | 6,951 * | zdobywca pucharu (2013/2014)  | III runda kwalifikacyjna LE | faza grupowa LE             |
| Petrolul Ploeszti | 6,951 * | 3.miejsce w lidze (2013/2014) | II runda kwalifikacyjna LE  | runda play-off LE           |
| CFR Cluj          | 30,604  | 6.miejsce w lidze (2013/2014) | II runda kwalifikacyjna LE  | III runda kwalifikacyjna LE |

Uwaga : Czwarte w lidze Dinamo Bukareszt nie otrzymało licencji na grę w europejskich pucharach, natomiast piąte FC Vaslui zostało zdegradowane do Ligi II za nieprawidłowości finansowe. W związku z tym prawo gry otrzymało szóste w lidze CFR Cluj.
Izrael
| Drużyna              | Wsp.    | Sposób kwalifikacji           | Runda pierwsza              | Runda ostatnia              |
| -------------------- | ------- | ----------------------------- | --------------------------- | --------------------------- |
| Maccabi Tel Awiw     | 8,075   | 1.miejsce w lidze (2013/2014) | II runda kwalifikacyjna LM  | runda play-off LE           |
| Ironi Kiryat Szemona | 5,375 * | zdobywca pucharu (2013/2014)  | III runda kwalifikacyjna LE | III runda kwalifikacyjna LE |
| Hapoel Beer Szewa    | 4,700 * | 2.miejsce w lidze (2013/2014) | II runda kwalifikacyjna LE  | II runda kwalifikacyjna LE  |
| Hapoel Tel Awiw      | 19,575  | 4.miejsce w lidze (2013/2014) | II runda kwalifikacyjna LE  | II runda kwalifikacyjna LE  |

Białoruś
| Drużyna             | Wsp.    | Sposób kwalifikacji          | Runda pierwsza             | Runda ostatnia             |
| ------------------- | ------- | ---------------------------- | -------------------------- | -------------------------- |
| BATE Borysów        | 39,175  | 1.miejsce w lidze (2013)     | II runda kwalifikacyjna LM | faza grupowa LM            |
| Szachtior Soligorsk | 5,175   | zdobywca pucharu (2013/2014) | II runda kwalifikacyjna LE | runda play-off LE          |
| Dynama Mińsk        | 6,175   | 3.miejsce w lidze (2013)     | II runda kwalifikacyjna LE | faza grupowa LE            |
| Nioman Grodno       | 4,650 * | 4.miejsce w lidze (2013)     | II runda kwalifikacyjna LE | II runda kwalifikacyjna LE |

### Miejsca 21–30 w rankingu UEFA
Polska
| Drużyna           | Wsp.    | Sposób kwalifikacji           | Runda pierwsza             | Runda ostatnia              |
| ----------------- | ------- | ----------------------------- | -------------------------- | --------------------------- |
| Legia Warszawa    | 13,650  | 1.miejsce w lidze (2013/2014) | II runda kwalifikacyjna LM | 1/16 finału LE              |
| Zawisza Bydgoszcz | 4,800 * | zdobywca pucharu (2013/2014)  | II runda kwalifikacyjna LE | II runda kwalifikacyjna LE  |
| Lech Poznań       | 23,650  | 2.miejsce w lidze (2013/2014) | II runda kwalifikacyjna LE | III runda kwalifikacyjna LE |
| Ruch Chorzów      | 6,150   | 3.miejsce w lidze (2013/2014) | II runda kwalifikacyjna LE | runda play-off LE           |

Chorwacja
| Drużyna        | Wsp.   | Sposób kwalifikacji           | Runda pierwsza             | Runda ostatnia    |
| -------------- | ------ | ----------------------------- | -------------------------- | ----------------- |
| Dinamo Zagrzeb | 25,916 | 1.miejsce w lidze (2013/2014) | II runda kwalifikacyjna LM | faza grupowa LE   |
| HNK Rijeka     | 4,916  | zdobywca pucharu (2013/2014)  | II runda kwalifikacyjna LE | faza grupowa LE   |
| Hajduk Split   | 8,916  | 3.miejsce w lidze (2013/2014) | II runda kwalifikacyjna LE | runda play-off LE |
| RNK Split      | 4,916  | 4.miejsce w lidze (2013/2014) | I runda kwalifikacyjna LE  | runda play-off LE |

Szwecja
| Drużyna           | Wsp.    | Sposób kwalifikacji           | Runda pierwsza             | Runda ostatnia              |
| ----------------- | ------- | ----------------------------- | -------------------------- | --------------------------- |
| Malmö FF          | 5,125   | 1.miejsce w lidze (2013)      | II runda kwalifikacyjna LM | faza grupowa LM             |
| IF Elfsborg       | 8,125   | zdobywca pucharu (2013/2014)  | II runda kwalifikacyjna LE | runda play-off LE           |
| AIK Solna         | 7,625   | 2.miejsce w lidze (2013)      | II runda kwalifikacyjna LE | III runda kwalifikacyjna LE |
| IFK Göteborg      | 5,125   | 3.miejsce w lidze (2013)      | I runda kwalifikacyjna LE  | III runda kwalifikacyjna LE |
| IF Brommapojkarna | 4,545 * | ranking Fair Play (2013/2014) | I runda kwalifikacyjna LE  | III runda kwalifikacyjna LE |

Szkocja
| Drużyna        | Wsp.   | Sposób kwalifikacji           | Runda pierwsza             | Runda ostatnia              |
| -------------- | ------ | ----------------------------- | -------------------------- | --------------------------- |
| Celtic Glasgow | 37,538 | 1.miejsce w lidze (2013/2014) | II runda kwalifikacyjna LM | 1/16 finału LE              |
| St. Johnstone  | 3,538  | zdobywca pucharu(2013/2014)   | II runda kwalifikacyjna LE | III runda kwalifikacyjna LE |
| Motherwell     | 7,038  | 2.miejsce w lidze (2013/2014) | II runda kwalifikacyjna LE | II runda kwalifikacyjna LE  |
| Aberdeen       | 4,038  | 3.miejsce w lidze (2013/2014) | I runda kwalifikacyjna LE  | III runda kwalifikacyjna LE |

Serbia
| Drużyna            | Wsp.    | Sposób kwalifikacji           | Runda pierwsza             | Runda ostatnia             |
| ------------------ | ------- | ----------------------------- | -------------------------- | -------------------------- |
| Partizan Belgrad   | 17,425  | 2.miejsce w lidze (2013/2014) | II runda kwalifikacyjna LM | faza grupowa LE            |
| Vojvodina Nowy Sad | 5,425   | zdobywca pucharu (2013/2014)  | II runda kwalifikacyjna LE | II runda kwalifikacyjna LE |
| FK Jagodina        | 3,175   | 3.miejsce w lidze (2013/2014) | II runda kwalifikacyjna LE | II runda kwalifikacyjna LE |
| FK Čukarički       | 3,125 * | 5.miejsce w lidze (2013/2014) | I runda kwalifikacyjna LE  | II runda kwalifikacyjna LE |

Uwaga : Mistrz Serbii Cvena Zveda Belgrad nie otrzymała licencji na grę w europejskich pucharach, jej miejsce zajęło piąte FK Cukaricki
Słowacja
| Drużyna           | Wsp.    | Sposób kwalifikacji           | Runda pierwsza             | Runda ostatnia              |
| ----------------- | ------- | ----------------------------- | -------------------------- | --------------------------- |
| Slovan Bratysława | 8,341   | 1.miejsce w lidze (2013/2014) | II runda kwalifikacyjna LM | faza grupowa LE             |
| MFK Košice        | 4,341   | zdobywca pucharu (2013/2014)  | II runda kwalifikacyjna LE | II runda kwalifikacyjna LE  |
| FK AS Trenčín     | 4,250 * | 2.miejsce w lidze (2013/2014) | II runda kwalifikacyjna LE | III runda kwalifikacyjna LE |
| Spartak Trnawa    | 5,841   | 3.miejsce w lidze (2013/2014) | I runda kwalifikacyjna LE  | runda play-off LE           |

Norwegia
| Drużyna         | Wsp.    | Sposób kwalifikacji           | Runda pierwsza             | Runda ostatnia              |
| --------------- | ------- | ----------------------------- | -------------------------- | --------------------------- |
| Stromsgodset IF | 3,385   | 1.miejsce w lidze (2013)      | II runda kwalifikacyjna LM | II runda kwalifikacyjna LM  |
| Molde FK        | 7,835   | zdobywca pucharu (2013/2014)  | II runda kwalifikacyjna LE | III runda kwalifikacyjna LE |
| Rosenborg BK    | 16,835  | 2.miejsce w lidze (2013)      | I runda kwalifikacyjna LE  | III runda kwalifikacyjna LE |
| FK Haugesund    | 3,375 * | 3.miejsce w lidze (2013)      | I runda kwalifikacyjna LE  | II runda kwalifikacyjna LE  |
| Tromsø IL       | 6,335   | ranking Fair Play (2013/2014) | I runda kwalifikacyjna LE  | II runda kwalifikacyjna LE  |

Bułgaria
| Drużyna           | Wsp.    | Sposób kwalifikacji           | Runda pierwsza             | Runda ostatnia             |
| ----------------- | ------- | ----------------------------- | -------------------------- | -------------------------- |
| Łudogorec Razgrad | 3,450   | 1.miejsce w lidze (2013/2014) | II runda kwalifikacyjna LM | faza grupowa LM            |
| CSKA Sofia        | 8,450   | 2.miejsce w lidze (2013/2014) | II runda kwalifikacyjna LE | II runda kwalifikacyjna LE |
| Liteks Łowecz     | 7,950   | 3.miejsce w lidze (2013/2014) | I runda kwalifikacyjna LE  | II runda kwalifikacyjna LE |
| Botew Płowdiw     | 4,850 * | finalista pucharu (2013/2014) | I runda kwalifikacyjna LE  | II runda kwalifikacyjna LE |

Węgry
| Drużyna         | Wsp.    | Sposób kwalifikacji           | Runda pierwsza             | Runda ostatnia              |
| --------------- | ------- | ----------------------------- | -------------------------- | --------------------------- |
| Debreceni VSC   | 9,850   | 1.miejsce w lidze (2013/2014) | II runda kwalifikacyjna LM | runda play-off LE           |
| Győri ETO       | 3,850   | 2.miejsce w lidze (2013/2014) | II runda kwalifikacyjna LE | II runda kwalifikacyjna LE  |
| Ferencvárosi TC | 2,850   | 3.miejsce w lidze (2013/2014) | I runda kwalifikacyjna LE  | II runda kwalifikacyjna LE  |
| Diósgyori VTK   | 3,200 * | finalista pucharu (2013/2014) | I runda kwalifikacyjna LE  | III runda kwalifikacyjna LE |

Słowenia
| Drużyna          | Wsp.  | Sposób kwalifikacji           | Runda pierwsza             | Runda ostatnia             |
| ---------------- | ----- | ----------------------------- | -------------------------- | -------------------------- |
| NK Maribor       | 9,941 | 1.miejsce w lidze (2013/2014) | II runda kwalifikacyjna LM | faza grupowa LM            |
| ND Gorica        | 2,941 | zdobywca pucharu (2013/2014)  | II runda kwalifikacyjna LE | II runda kwalifikacyjna LE |
| FC Koper         | 3,191 | 2.miejsce w lidze (2013/2014) | I runda kwalifikacyjna LE  | II runda kwalifikacyjna LE |
| NK Rudar Velenje | 2,441 | 3.miejsce w lidze (2013/2014) | I runda kwalifikacyjna LE  | I runda kwalifikacyjna LE  |

#### Miejsca 31–40 w rankingu UEFA
Gruzja
| Drużyna            | Wsp.    | Sposób kwalifikacji           | Runda pierwsza             | Runda ostatnia              |
| ------------------ | ------- | ----------------------------- | -------------------------- | --------------------------- |
| Dinamo Tbilisi     | 5,333   | 1.miejsce w lidze (2013/2014) | II runda kwalifikacyjna LM | II runda kwalifikacyjna LM  |
| SK Zestaponi       | 5,833   | 2.miejsce w lidze (2013/2014) | II runda kwalifikacyjna LE | II runda kwalifikacyjna LE  |
| Sioni Bolnisi      | 2,125 * | 3.miejsce w lidze (2013/2014) | I runda kwalifikacyjna LE  | II runda kwalifikacyjna LE  |
| Czichura Saczchere | 3,375 * | finalista pucharu (2013/2014) | I runda kwalifikacyjna LE  | III runda kwalifikacyjna LE |

Azerbejdżan
| Drużyna       | Wsp.    | Sposób kwalifikacji           | Runda pierwsza             | Runda ostatnia             |
| ------------- | ------- | ----------------------------- | -------------------------- | -------------------------- |
| Qarabağ Agdam | 5,708   | 1.miejsce w lidze (2013/2014) | II runda kwalifikacyjna LM | faza grupowa LE            |
| Neftçi Baku   | 5,708   | zdobywca pucharu (2013/2014)  | II runda kwalifikacyjna LE | runda play-off LE          |
| Inter Baku    | 3,458   | 2.miejsce w lidze (2013/2014) | I runda kwalifikacyjna LE  | II runda kwalifikacyjna LE |
| FK Qabala     | 2,750 * | 3.miejsce w lidze (2013/2014) | I runda kwalifikacyjna LE  | I runda kwalifikacyjna LE  |

Finlandia
| Drużyna               | Wsp.    | Sposób kwalifikacji           | Runda pierwsza             | Runda ostatnia             |
| --------------------- | ------- | ----------------------------- | -------------------------- | -------------------------- |
| HJK Helsinki          | 6,701   | 1.miejsce w lidze (2013)      | II runda kwalifikacyjna LM | faza grupowa LE            |
| Rovaniemen Palloseura | 2,140 * | zdobywca pucharu (2013/2014)  | II runda kwalifikacyjna LE | II runda kwalifikacyjna LE |
| FC Honka              | 3,701   | 2.miejsce w lidze (2013)      | I runda kwalifikacyjna LE  | I runda kwalifikacyjna LE  |
| Vaasan Palloseura     | 1,890 * | 3.miejsce w lidze (2013)      | I runda kwalifikacyjna LE  | I runda kwalifikacyjna LE  |
| Myllokosken Pallo-47  | 3,201   | ranking Fair Play (2013/2014) | I runda kwalifikacyjna LE  | II runda kwalifikacyjna LE |

Bośnia i Hercegowina
| Drużyna          | Wsp.  | Sposób kwalifikacji           | Runda pierwsza             | Runda ostatnia             |
| ---------------- | ----- | ----------------------------- | -------------------------- | -------------------------- |
| Zrinjski Mostar  | 3,566 | 1.miejsce w lidze (2013/2014) | II runda kwalifikacyjna LM | II runda kwalifikacyjna LM |
| FK Sarajevo      | 5,066 | zdobywca pucharu (2013/2014)  | II runda kwalifikacyjna LE | runda play-off LE          |
| NK Siroki Brijeg | 3,316 | 2.miejsce w lidze (2013/2014) | I runda kwalifikacyjna LE  | II runda kwalifikacyjna LE |
| FK Željezničar   | 4,566 | 4.miejsce w lidze (2013/2014) | I runda kwalifikacyjna LE  | II runda kwalifikacyjna LE |

Mołdawia
| Drużyna          | Wsp.    | Sposób kwalifikacji           | Runda pierwsza             | Runda ostatnia            |
| ---------------- | ------- | ----------------------------- | -------------------------- | ------------------------- |
| Sheriff Tyraspol | 11,533  | 1.miejsce w lidze (2013/2014) | II runda kwalifikacyjna LM | runda play-off LE         |
| Zimbru Kiszyniów | 2,533   | zdobywca pucharu (2013/2014)  | I runda kwalifikacyjna LE  | runda play-off LE         |
| FC Tyraspol      | 2,500 * | 2.miejsce w lidze (2013/2014) | I runda kwalifikacyjna LE  | I runda kwalifikacyjna LE |
| Veris Draganesti | 2,250 * | 3.miejsce w lidze (2013/2014) | I runda kwalifikacyjna LE  | I runda kwalifikacyjna LE |

Irlandia
| Drużyna                | Wsp.  | Sposób kwalifikacji      | Runda pierwsza             | Runda ostatnia             |
| ---------------------- | ----- | ------------------------ | -------------------------- | -------------------------- |
| St. Patrick's Athletic | 5,975 | 1.miejsce w lidze (2013) | II runda kwalifikacyjna LM | II runda kwalifikacyjna LM |
| Sligo Rovers FC        | 3,225 | zdobywca pucharu (2013)  | I runda kwalifikacyjna LE  | II runda kwalifikacyjna LE |
| Dundalk FC             | 1,975 | 2.miejsce w lidze (2013) | I runda kwalifikacyjna LE  | II runda kwalifikacyjna LE |
| Derry City FC          | 2,475 | 4.miejsce w lidze (2013) | I runda kwalifikacyjna LE  | II runda kwalifikacyjna LE |

Litwa
| Drużyna           | Wsp.    | Sposób kwalifikacji           | Runda pierwsza             | Runda ostatnia             |
| ----------------- | ------- | ----------------------------- | -------------------------- | -------------------------- |
| Žalgiris Wilno    | 1,800   | 1.miejsce w lidze (2013)      | II runda kwalifikacyjna LM | II runda kwalifikacyjna LM |
| Atlantas Kłajpeda | 1,400 * | 2.miejsce w lidze (2013)      | I runda kwalifikacyjna LE  | II runda kwalifikacyjna LE |
| Ekranas Poniewież | 6,300   | 3.miejsce w lidze (2013)      | I runda kwalifikacyjna LE  | I runda kwalifikacyjna LE  |
| Banga Gorżdy      | 1,550   | finalista pucharu (2013/2014) | I runda kwalifikacyjna LE  | I runda kwalifikacyjna LE  |

Kazachstan
| Drużyna             | Wsp.    | Sposób kwalifikacji      | Runda pierwsza             | Runda ostatnia              |
| ------------------- | ------- | ------------------------ | -------------------------- | --------------------------- |
| FK Aktobe           | 6,191   | 1.miejsce w lidze (2013) | II runda kwalifikacyjna LM | runda play-off LE           |
| Szachtior Karaganda | 2,941   | zdobywca pucharu (2013)  | I runda kwalifikacyjna LE  | III runda kwalifikacyjna LE |
| FK Astana           | 3,825 * | 2.miejsce w lidze (2013) | I runda kwalifikacyjna LE  | runda play-off LE           |
| Kajrat Ałmaty       | 2,575 * | 3.miejsce w lidze (2013) | I runda kwalifikacyjna LE  | II runda kwalifikacyjna LE  |

Łotwa
| Drużyna      | Wsp.    | Sposób kwalifikacji          | Runda pierwsza             | Runda ostatnia             |
| ------------ | ------- | ---------------------------- | -------------------------- | -------------------------- |
| FK Windawa   | 6,658   | 1.miejsce w lidze (2013)     | II runda kwalifikacyjna LM | II runda kwalifikacyjna LM |
| FK Jełgawa   | 1,658   | zdobywca pucharu (2013/2014) | I runda kwalifikacyjna LE  | I runda kwalifikacyjna LE  |
| FC Daugava   | 1,658   | 3.miejsce w lidze (2013)     | I runda kwalifikacyjna LE  | I runda kwalifikacyjna LE  |
| Daugava Ryga | 1,100 * | 4.miejsce w lidze (2013)     | I runda kwalifikacyjna LE  | I runda kwalifikacyjna LE  |

Islandia
| Drużyna          | Wsp.    | Sposób kwalifikacji      | Runda pierwsza             | Runda ostatnia              |
| ---------------- | ------- | ------------------------ | -------------------------- | --------------------------- |
| KR Reykjavik     | 5,600 * | 1.miejsce w lidze (2013) | II runda kwalifikacyjna LM | II runda kwalifikacyjna LM  |
| Fram Reykjavík   | 1,583   | zdobywca pucharu (2013)  | I runda kwalifikacyjna LE  | I runda kwalifikacyjna LE   |
| FH Hafnarfjörður | 4,083   | 2.miejsce w lidze (2013) | I runda kwalifikacyjna LE  | III runda kwalifikacyjna LE |
| Starjan Garðabær | 3,100 * | 3.miejsce w lidze (2013) | I runda kwalifikacyjna LE  | runda play-off LE           |

### Miejsca 41–54 w rankingu UEFA
Czarnogóra
| Drużyna                | Wsp.    | Sposób kwalifikacji           | Runda pierwsza             | Runda ostatnia             |
| ---------------------- | ------- | ----------------------------- | -------------------------- | -------------------------- |
| Sutjeska Niksić        | 1,300   | 1.miejsce w lidze (2013/2014) | II runda kwalifikacyjna LM | II runda kwalifikacyjna LM |
| Lovcen Cetynia         | 1,375 * | zdobywca pucharu (2013/2014)  | I runda kwalifikacyjna LE  | I runda kwalifikacyjna LE  |
| FK Celik Niksić        | 1,550   | 3.miejsce w lidze (2013/2014) | I runda kwalifikacyjna LE  | I runda kwalifikacyjna LE  |
| FK Budućnost Podgorica | 3,550   | 4.miejsce w lidze (2013/2014) | I runda kwalifikacyjna LE  | II runda kwalifikacyjna LE |

Macedonia
| Drużyna            | Wsp.    | Sposób kwalifikacji           | Runda pierwsza             | Runda ostatnia              |
| ------------------ | ------- | ----------------------------- | -------------------------- | --------------------------- |
| Rabotniczki Skopje | 4,550   | 1.miejsce w lidze (2013/2014) | II runda kwalifikacyjna LM | II runda kwalifikacyjna LM  |
| Horizont Turnowo   | 1,925 * | 2.miejsce w lidze (2013/2014) | I runda kwalifikacyjna LE  | I runda kwalifikacyjna LE   |
| Metalurg Skopje    | 2,300   | 3.miejsce w lidze (2013/2014) | I runda kwalifikacyjna LE  | III runda kwalifikacyjna LE |
| Shkendija Tetowo   | 2,300   | 4.miejsce w lidze (2013/2014) | I runda kwalifikacyjna LE  | I runda kwalifikacyjna LE   |

Albania
| Drużyna           | Wsp.    | Sposób kwalifikacji           | Runda pierwsza             | Runda ostatnia             |
| ----------------- | ------- | ----------------------------- | -------------------------- | -------------------------- |
| Skënderbeu Korcza | 2,833   | 1.miejsce w lidze (2013/2014) | II runda kwalifikacyjna LM | II runda kwalifikacyjna LM |
| Flamurtari Wlora  | 2,083   | zdobywca pucharu (2013/2014)  | I runda kwalifikacyjna LE  | I runda kwalifikacyjna LE  |
| FK Kukësi         | 2,825 * | 2.miejsce w lidze (2013/2014) | I runda kwalifikacyjna LE  | I runda kwalifikacyjna LE  |
| KF Laçi           | 1,083   | 3.miejsce w lidze (2013/2014) | I runda kwalifikacyjna LE  | II runda kwalifikacyjna LE |

Malta
| Drużyna          | Wsp.  | Sposób kwalifikacji           | Runda pierwsza             | Runda ostatnia             |
| ---------------- | ----- | ----------------------------- | -------------------------- | -------------------------- |
| Valletta FC      | 3,791 | 1.miejsce w lidze (2013/2014) | II runda kwalifikacyjna LM | II runda kwalifikacyjna LM |
| Birkirkara FC    | 2,541 | 2.miejsce w lidze (2013/2014) | I runda kwalifikacyjna LE  | I runda kwalifikacyjna LE  |
| Hibernians Paola | 1,541 | 3.miejsce w lidze (2013/2014) | I runda kwalifikacyjna LE  | I runda kwalifikacyjna LE  |
| Sliema Wanderers | 1,541 | finalista pucharu (2013/2014) | I runda kwalifikacyjna LE  | I runda kwalifikacyjna LE  |

Liechtenstein
| Drużyna  | Wsp.  | Sposób kwalifikacji          | Runda pierwsza            | Runda ostatnia             |
| -------- | ----- | ---------------------------- | ------------------------- | -------------------------- |
| FC Vaduz | 3,200 | zdobywca pucharu (2013/2014) | I runda kwalifikacyjna LE | II runda kwalifikacyjna LE |

Luksemburg
| Drużyna        | Wsp.  | Sposób kwalifikacji           | Runda pierwsza             | Runda ostatnia             |
| -------------- | ----- | ----------------------------- | -------------------------- | -------------------------- |
| F91 Dudelange  | 4,425 | 1.miejsce w lidze (2013/2014) | II runda kwalifikacyjna LM | II runda kwalifikacyjna LM |
| FC Differdange | 3,675 | zdobywca pucharu (2013/2014)  | I runda kwalifikacyjna LE  | I runda kwalifikacyjna LE  |
| Fola Esch      | 0,925 | 2.miejsce w lidze (2013/2014) | I runda kwalifikacyjna LE  | I runda kwalifikacyjna LE  |
| Jeunesse Esch  | 1,925 | 4.miejsce w lidze (2013/2014) | I runda kwalifikacyjna LE  | I runda kwalifikacyjna LE  |

Irlandia Północna
| Drużyna         | Wsp.    | Sposób kwalifikacji           | Runda pierwsza             | Runda ostatnia             |
| --------------- | ------- | ----------------------------- | -------------------------- | -------------------------- |
| Cliftonville FC | 2,116   | 1.miejsce w lidze (2013/2014) | II runda kwalifikacyjna LM | II runda kwalifikacyjna LM |
| Glenavon FC     | 1,225 * | zdobywca pucharu (2103/2014)  | I runda kwalifikacyjna LE  | I runda kwalifikacyjna LE  |
| Linfield FC     | 3,866   | 2.miejsce w lidze (2013/2014) | I runda kwalifikacyjna LE  | II runda kwalifikacyjna LE |
| Crusaders FC    | 1,866   | 3.miejsce w lidze (2013/2014) | I runda kwalifikacyjna LE  | II runda kwalifikacyjna LE |

Walia
| Drużyna                | Wsp.    | Sposób kwalifikacji           | Runda pierwsza             | Runda ostatnia             |
| ---------------------- | ------- | ----------------------------- | -------------------------- | -------------------------- |
| The New Saints FC      | 3,766   | 1.miejsce w lidze (2013/2014) | II runda kwalifikacyjna LM | II runda kwalifikacyjna LM |
| Airbus UK Broughton FC | 1,075 * | 2.miejsce w lidze (2013/2014) | I runda kwalifikacyjna LE  | I runda kwalifikacyjna LE  |
| Bangor City FC         | 3,266   | 3.miejsce w lidze (2013/2014) | I runda kwalifikacyjna LE  | I runda kwalifikacyjna LE  |
| Aberystwyth Town FC    | 0,825 * | finalista pucharu (2013/2014) | I runda kwalifikacyjna LE  | I runda kwalifikacyjna LE  |

Estonia
| Drużyna         | Wsp.    | Sposób kwalifikacji           | Runda pierwsza            | Runda ostatnia             |
| --------------- | ------- | ----------------------------- | ------------------------- | -------------------------- |
| Levadia Tallinn | 3,941   | 1.miejsce w lidze (2013)      | I runda kwalifikacyjna LM | II runda kwalifikacyjna LM |
| Nomme Kalju     | 1,191   | 2.miejsce w lidze (2013)      | I runda kwalifikacyjna LE | II runda kwalifikacyjna LE |
| Sillamae Kalev  | 0,941   | 3.miejsce w lidze (2013)      | I runda kwalifikacyjna LE | II runda kwalifikacyjna LE |
| Tartu FC Santos | 0,950 * | finalista pucharu (2013/2014) | I runda kwalifikacyjna LE | I runda kwalifikacyjna LE  |

Armenia
| Drużyna       | Wsp.  | Sposób kwalifikacji           | Runda pierwsza            | Runda ostatnia            |
| ------------- | ----- | ----------------------------- | ------------------------- | ------------------------- |
| Bananc Erywań | 1,100 | 1.miejsce w lidze (2013/2014) | I runda kwalifikacyjna LM | I runda kwalifikacyjna LM |
| Piunik Erywań | 3,600 | zdobywca pucharu (2013/2014)  | I runda kwalifikacyjna LE | I runda kwalifikacyjna LE |
| Szirak Giumri | 0.850 | 2.miejsce w lidze (2013/2014) | I runda kwalifikacyjna LE | I runda kwalifikacyjna LE |
| Mika Erywań   | 1,600 | 3.miejsce w lidze (2013/2014) | I runda kwalifikacyjna LE | I runda kwalifikacyjna LE |

Wyspy Owcze
| Drużyna          | Wsp.  | Sposób kwalifikacji      | Runda pierwsza            | Runda ostatnia              |
| ---------------- | ----- | ------------------------ | ------------------------- | --------------------------- |
| HB Torshavn      | 2,816 | 1.miejsce w lidze (2013) | I runda kwalifikacyjna LM | II runda kwalifikacyjna LM  |
| Vikingur Gota    | 1,066 | zdobywca pucharu (2013)  | I runda kwalifikacyjna LE | III runda kwalifikacyjna LE |
| IF Fluglafjorour | 0,566 | 2.miejsce w lidze (2013) | I runda kwalifikacyjna LE | I runda kwalifikacyjna LE   |
| B36 Torshavn     | 1,066 | 3.miejsce w lidze (2013) | I runda kwalifikacyjna LE | I runda kwalifikacyjna LE   |

San Marino
| Drużyna       | Wsp.    | Sposób kwalifikacji           | Runda pierwsza            | Runda ostatnia            |
| ------------- | ------- | ----------------------------- | ------------------------- | ------------------------- |
| SP La Fiorita | 0,383   | 1.miejsce w lidze (2013/2014) | I runda kwalifikacyjna LM | I runda kwalifikacyjna LM |
| AC Libertas   | 0,383   | zdobywca pucharu (2013/2014)  | I runda kwalifikacyjna LE | I runda kwalifikacyjna LE |
| SS Folgore    | 0,349 * | 2.miejsce w lidze (2013/2014) | I runda kwalifikacyjna LE | I runda kwalifikacyjna LE |

Andora
| Drużyna         | Wsp.  | Sposób kwalifikacji           | Runda pierwsza            | Runda ostatnia             |
| --------------- | ----- | ----------------------------- | ------------------------- | -------------------------- |
| FC Santa Coloma | 1,850 | 1.miejsce w lidze (2013/2014) | I runda kwalifikacyjna LM | II runda kwalifikacyjna LM |
| UE Sant Julia   | 2,100 | zdobywca pucharu (2013/2014)  | I runda kwalifikacyjna LE | I runda kwalifikacyjna LE  |
| UE Santa Coloma | 0,850 | 3.miejsce w lidze (2013/2014) | I runda kwalifikacyjna LE | I runda kwalifikacyjna LE  |

Gibraltar
| Drużyna           | Wsp.    | Sposób kwalifikacji           | Runda pierwsza            | Runda ostatnia            |
| ----------------- | ------- | ----------------------------- | ------------------------- | ------------------------- |
| Lincoln Red Imps  | 0,550 * | 1.miejsce w lidze (2013/2014) | I runda kwalifikacyjna LM | I runda kwalifikacyjna LM |
| College Europa FC | 0,300 * | zdobywca pucharu (2013/2014)  | I runda kwalifikacyjna LE | I runda kwalifikacyjna LE |